# Le Prêcheur
Le Prêcheur là một xã thuộc tỉnh Martinique nước Pháp. Xã này nằm ở khu vực có độ cao từ 0-1300 mét trên mực nước biển. Dân số theo điều tra năm 1999 của INSEE là 1717 người.